# Мельницька сільська рада (Жидачівський район)
| Мельницька сільська рада — орган місцевого самоврядування у Жидачівському районі Львівської області з адміністративним центром у с. Мельнич. Історична дата утворення: в 1964 році. Водоймища на території, підпорядкованій даній раді: річка Свіча. Сільській раді підпорядковані населені пункти: - с. Мельнич - с. Буянів - с. Лютинка |

## Склад ради
Рада складається з 16 депутатів та голови.

### Керівний склад ради
| ПІБ                         | Основні відомості                                                 | Дата обрання | Дата звільнення |
| --------------------------- | ----------------------------------------------------------------- | ------------ | --------------- |
| Кацедан Василь Мирославович | Сільський голова, 1962 року народження, освіта, безпартійний      | 26.03.2006   | 31.10.2010      |
| Михайлович Петро Григорович | Сільський голова, 1961 року народження, освіта вища, безпартійний | 31.10.2010   |                 |

Примітка: таблиця складена за даними джерела